# Spazzola (utensile)
Una spazzola è un utensile dotato di setole rigide, utilizzato per la cura dei capelli, per pettinare, modellare e districare i capelli.

## Utilizzo
La spazzola è tipicamente utilizzata per pettinare capelli lunghi, a differenza del pettine, che invece è utilizzato su acconciature di capelli corti. Una spazzola piatta viene normalmente utilizzata per districare capelli già puliti ed ordinati, dopo la notte, mentre la spazzola tonda è usata tipicamente da parrucchieri professionisti, abbinata all'uso di un asciugacapelli.
Esistono spazzole disegnate espressamente per la cura degli animali. Normalmente gli animali domestici come cani o gatti vengono spazzolati come forma di affetto. Spazzole più grosse vengono realizzate appositamente per la cura della criniera dei cavalli.
Le spazzole possono essere realizzate con setole in metallo e vengono utilizzate nelle applicazioni meccaniche per pulire le superfici metalliche.

## Tipi di spazzole

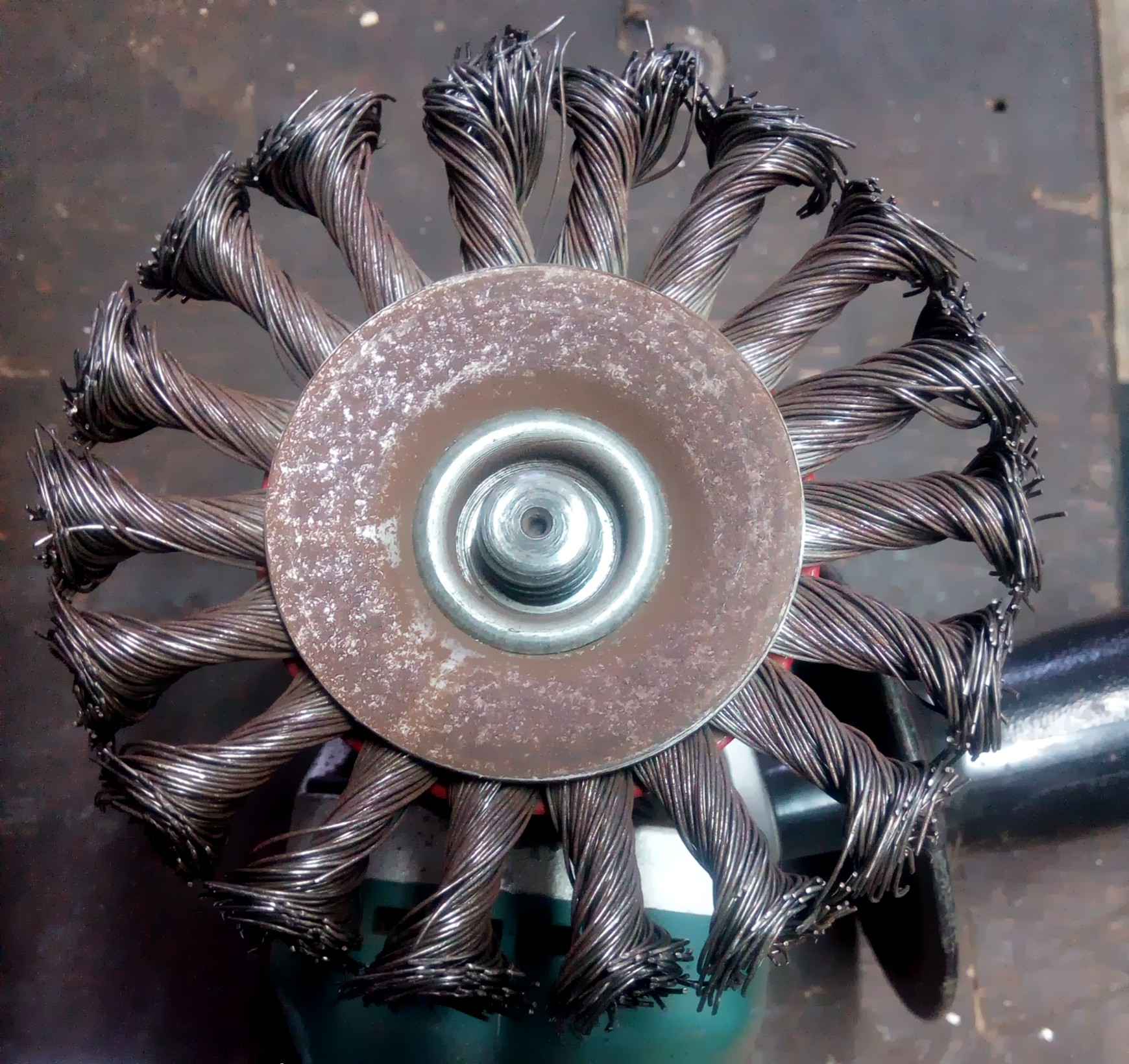
Spazzola metallica per smerigliatrice

I seguenti sono i quattro principali tipi di spazzola utilizzati per i diversi tipi di capelli:
- Spazzola piatta, utilizzata per lisciare capelli già parzialmente ordinati e puliti.
- Spazzola a remo, utilizzata per capelli disordinati e difficili da gestire.
- Spazzola tonda, utilizzata per arricciare i capelli.
- Spazzola a pettine, di solito utilizzata dagli uomini, o comunque ideale per i capelli corti.